# Ziertheim
Ziertheim est une commune de Bavière en Allemagne, située dans l'arrondissement de Dillingen, dans le district de Souabe.

## Politique et administration

### Liste des maires
| Identité           | Période | Période | Durée | Étiquette |
| Identité           | Début   | Fin     | Durée | Étiquette |
| ------------------ | ------- | ------- | ----- | --------- |
| Thomas Baumann (d) |         |         |       |           |